# Strongylodon macrobotrys

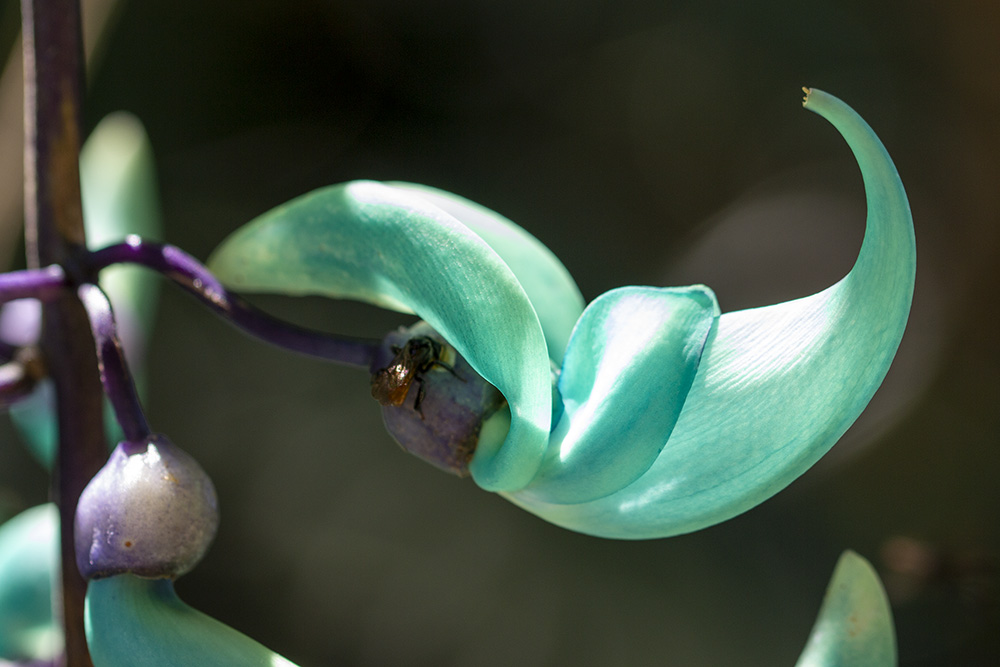
Detalle de flor Strongylodon macrobotrys en Jardín Lankester. Costa Rica

Strongylodon macrobotrys, conocida también como flor de jade, parra esmeralda o parra de jade turquesa, es una especie de la familia de las leguminosas, estrechamente relacionada con los frijoles y ayocote. Es nativa de los bosques de las Filipinas.  

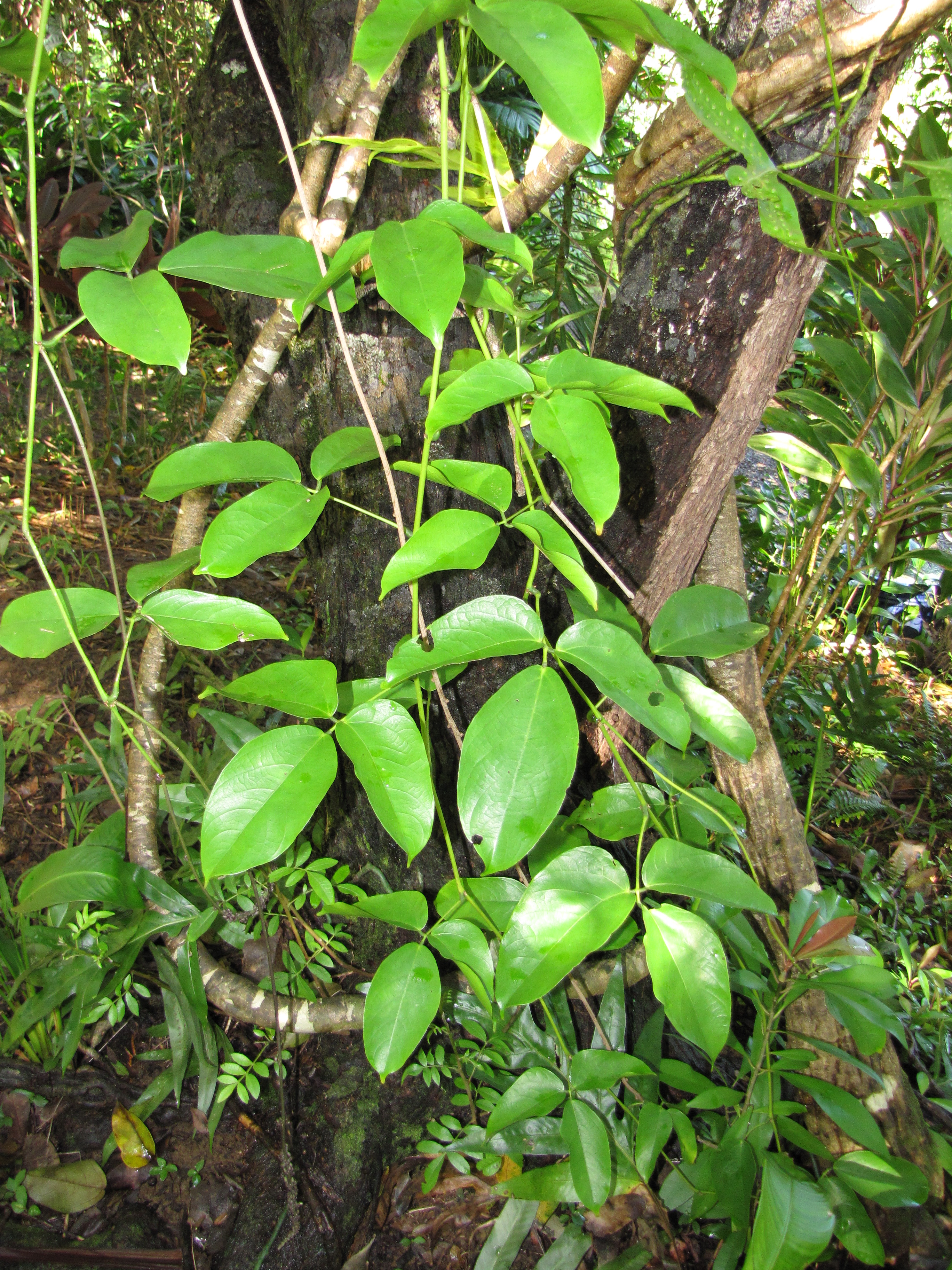
Hojas

## Descripción
Es una enredadera perenne leñosa con tallos que pueden alcanzar hasta 18 m de longitud.
Las hoja, de color verde pálido, son tri-lobuladas, de unos 25 cm de largo. La inflorescencia es un racimo o pseudoracimo colgante de hasta 3 m, con numerosas flores azul verdosas de alrededor de 6 cm de diámetro en forma de garra. El fruto, una vaina carnosa oblonga de hasta 15 cm de largo con hasta 12 semillas, es bastante diferente a la típica de las fabáceas.
Esta especie es polinizada por murciélagos. Cuando los animales se cuelgan cabeza abajo para beber el néctar de las flores, el polen queda adherido a sus cabezas y es transportado a la siguiente flor que visiten.

## Distribución y hábitat
Se encuentra en los bosques húmedos de Filipinas, junto a arroyos o en ramblas. Aunque está en peligro de extinción por la deforestación de su hábitat.

## Química de la flor
La coloración de la flor es un ejemplo de copigmentación, resultado de la presencia de la malvina (una antocianina) y saponarina (un glucósido flavona) en la relación 01:09. En el marco de condiciones alcalinas (pH 7.9) que se encuentra en la savia de las células epidérmicas, esta combinación produce una pigmentación azul-verdosa; el pH del tejido floral interior es incoloro por ser un pH más bajo, a un pH de 5,6. Los experimentos demuestran que la saponarina produce una fuerte coloración amarilla en condiciones ligeramente alcalinas, lo que resulta en el tono verdoso de la flor.

## Cultivo y usos
Se utiliza como planta ornamental. No es tolerante a las heladas; y necesita una temperatura mínima de 15 °C. Es muy apreciada en los jardines cálidos y tropicales por sus vistosas flores. Por lo general, se cultiva sobre una pérgola u otro soporte de altura para mostrar los racimos de flores en cascada que se producen generosamente una vez la planta es madura (después de 2 años o más, dependiendo del régimen de poda). 
En las latitudes menos cálidas la planta se debe cultivar en invernaderos. Diversos jardines botánicos del Reino Unido como Kew Gardens, Cambridge University Botanic Garden y el Eden Project llevan años cultivándolas y polinizándolas manualmente (a falta de sus polinizadores naturales) para preservar la especie. En cultivo la planta florece a principios de primavera. En los EE. UU. se puede encontrar en Longwood Gardens.